# Бе Хо Джо
Бе Хо Джо (кор. 배 기웅; 1 липня 1977) — південнокорейський боксер, призер Азійських ігор.

## Аматорська кар'єра
На Олімпійських іграх 1996 переміг Гільєрмо Сапуто (Аргентина) і програв майбутньому чемпіону Олегу Саїтову (Росія).
На чемпіонаті Азії 1997 переміг Чан Ю Мінга (Тайбей), програв Наріману Атаєву (Узбекистан) і отримав бронзову медаль.
На чемпіонаті світу 1997 програв в першому бою.
На Азійських іграх 1998 переміг Ануширвана Нуріана (Іран) та Реджуса Гомміса (Індонезія), програв у півфіналі Нуржану Сманову (Казахстан) і отримав бронзову медаль.
На чемпіонаті світу 1999 програв в другому бою Нуржану Сманову (Казахстан).
На чемпіонаті Азії 1999 програв в першому бою Даніяру Мунайтпасову (Казахстан).